# Jan Vaněk
Jan Vaněk (20. října 1895 Praha – 14. srpna 1968 Praha) byl český a československý politik a poslanec Prozatímního Národního shromáždění za Československou sociální demokracii.

## Biografie
Absolvoval studium práv na Univerzitě Karlově v Praze. Od roku 1918 byl členem sociální demokracie. Od roku 1921 do roku 1938 pracoval jako zahraničně politický redaktor deníku Právo lidu. Za druhé světové války působil v domácím odboji.
V letech 1945–1946 byl poslancem Prozatímního Národního shromáždění za ČSSD. Setrval zde do parlamentních voleb v roce 1946.
Působil jako novinář a překladatel, v letech 1945–1948 byl šéfredaktorem ústředního deníku sociální demokracie Právo lidu a členem ústředního výkonného výboru i představenstva strany.
Od roku 1948 pracoval v tiskovém odboru ministerstva zahraničních věcí. Byl aktivní jako překladatel. Z francouzštiny překládal díla autorů jako Honoré de Balzac nebo Guy de Maupassant, z němčiny práce Ernsta Tollera. Překládal i ze španělštiny.